# Teodor Wierzbowski
Teodor Feliks Wierzbowski (ur. 30 sierpnia 1853 w Kielcach, zm. 19 lutego 1923 w Warszawie) – historyk, archiwista, bibliograf, wydawca źródeł.

## Życiorys
W 1871 roku ukończył gimnazjum w Kielcach. Od 1882 wykładowca literatury polskiej na Cesarskim Uniwersytecie Warszawskim (w języku rosyjskim). Od 1886 profesor tamże. Był twórcą wydanego w 1884 r. zbioru Wypisy polskie / Polskaja chrestiomatia, zawierającego wypisy z autorów polskich przeznaczone dla szkół średnich, różniące się od innych jednak tym, że komentarz napisany był w języku rosyjskim. Począwszy od 1885 r., przez ponad dwadzieścia lat (do 1908 r.) był redaktorem serii wydawniczej „Biblioteka Zapomnianych Poetów i Prozaików Polskich XVI–XVIII w.” Napisał również memoriał w 1896 r. o dyskryminacji języka polskiego na Uniwersytecie i w szkolnictwie średnim Warszawskiego Okręgu Naukowego przedłożonego namiestnikowi Królestwa Polskiego Aleksandrowi Imeretyńskiemu, co zaowocowało zrównaniem języka polskiego w nauczaniu z językiem niemieckim i francuskim. W 1897 został dyrektorem Archiwum Głównego w Warszawie. Podczas swojego ponaddwudziestoletniego zarządzania archiwum wspierał zatrudnianie tam polskiej kadry. Od kolejnego roku (1898) był członkiem komisji do spraw nauczania polskiego języka i literatury. Na posiedzeniach tej komisji opowiadał się za zwiększenie ilości materiału w wykładach szkolnych tego języka. Od 13 maja 1903 r. był członkiem czynnym (korespondentem od r. 1894) Akademii Umiejętności. Na marcowym posiedzeniu rady profesorów uniwersytetu w Warszawie, po protestach studenckich 1905 r. opowiedział się za brakiem odpowiedzialności dyscyplinarnej uczestników tychże, wnosił również o parytet (50%) dla Polaków na etaty docenckie na uniwersytecie oraz o zagwarantowanie im stanowiska rektora, a także o wprowadzenie do programu nauczania wykładów z historii Polski, literatury polskiej i prawa w języku polskim. W 1907 był jednym ze współzałożycieli Towarzystwa Naukowego Warszawskiego (wraz z Ignacym Chrzanowskim i Samuelem Dicksteinem należał do komitetu przygotowującego jego powołanie). Od grudnia 1908 r. pełnił stanowisko kierownika katedry języka i literatury polskiej na warszawskim uniwersytecie (wykłady wygłaszane były również w tym języku). Po powstaniu w 1915 r. polskiego Uniwersytetu Warszawskiego nie podjął tam pracy, mimo że pozostał w zajętej przez Niemców Warszawie.
W 1917 Wierzbicki odmówił uczestnictwa w działającej przy Tymczasowej Radzie Stanu Komisji Archiwalnej, chociaż opiniował przedłożone mu przez nią projekty ustawy archiwalnej i regulaminów. Konflikt osobisty ze Stefanem Ehrenkreutzem trwający jeszcze od 1915 r. miał swoją kulminację w 1919 r. Wtedy to (po objęciu przez tego ostatniego, wcześniej podwładnego Wierzbowskiego w Archiwum Głównym, funkcji kierownika Wydziału Archiwów Państwowych Ministerstwa Wyznań Religijnych i Oświecenia Publicznego) 21 kwietnia tego roku Wierzbowski podał się do dymisji, w następstwie rozpoczęcia postępowania dyscyplinarnego względem niego (nie uznał w Ehrenkreutzu swojego zwierzchnika). Przez trzy lata (do 1922 r.) mimo formalnego bycia emerytowanym, świadczenie to nie było mu wypłacane, co spowodowało konieczność sprzedawania posiadanych książek i numizmatów. Został pochowany na cmentarzu Powązkowskim (kwatera 7-5-14/15)

## Twórczość naukowa

### Archiwistyka
- Vademecum. Podręcznik dla studyów archiwalnych dla historyków i prawników polskich, Warszawa 1908 (wyd. 2 zmienione i rozszerzone – Lwów 1926; przedruk wyd. 2 – Warszawa 1982)
- Projekt organizacji archiwów w Polsce, „Przegląd Narodowy” R.9 (1920), nr 2, s. 261-272
- Vademecum. Wykaz skrótów i słowniczek łacińsko-polski, Warszawa–Łódź 1984 (wstęp i przygotowanie do druku Edward Potkowski)

### Bibliografie
- Synopsis legatorum a latere, legatorum natorum, nuntiorum ordinatorium et extraordinatorium ... in Polonia terrisque adiacentibus 1073-1794, Roma 1880
- Bibliographia Polonica XV ac XVI ss. Opera et editiones, quae in bibliotheca Universitatis Caesareae Varsoviensis asservantur, t. 1-3, Warszawa 1889-1894 (przedruk – Nieuwkoop 1961)[12][13][14]
- Simonis Starovolscii, cantoris tarnoviensis et canonici cracoviensis (+ 1656) elenchus operum, tum typis impressorum, tum manuscriptorum, Warszawa 1894 (wersja elektroniczna: )

### Biografistyka
- Krzysztof Warszewicki 1543–1603 i jego dzieła. Monografia historyczno literacka, Warszawa 1887 (wersja rosyjska: Христофор Варшевицкий (1543–1603) и его сочинения. Историко-литературное Исследование, Warszawa 1885)
- Bł. Ładysław z Gielniowa. Rys historyczny z 15 wieku, Kraków 1885 (opublikowane pod pseudonimem Stanisław Jastrzębiec)
- Jakób Uchański, arcybiskup gnieźnieński (1502-1581). Monografia historyczna, Warszawa 1895 (jako tom 5 Uchańsciana czyli Zbiór dokumentów, wyjaśniających życie i działalność Jakóba Uchańskiego arcybiskupa gnieznieńskiego, legata urodzonego, Królestwa Polskiego prymasa i pierwszego księcia)

### Dzieje szkolnictwa
- Komisya Edukacyi Narodowej. 1773-1794. Monografia historyczna, t. 1: A. Opracowania i źródła drukowane. B. Źródła archiwalne, Warszawa 1911 (wersja elektroniczna: )
- Szkoły parafjalne w Polsce i na Litwie za czasów Komisji Edukacji Narodowej. 1773-1794, Kraków 1921 („Prace Monograficzne z Dziejów Wychowania i Szkolnictwa w Polsce”, nr 1) (wersja elektroniczna: )

### Literaturoznawstwo
- Dwa przyczynki do starożytnego słownictwa polskiego, 1882
- „Bogarodzica”. Wykład wstępny w Cesarskim Uniwersytecie Warszawskim miany dnia 13 lutego r. 1909, Warszawa 1909
- Z badań nad Mickiewiczem i utworami jego, Warszawa 1916

### Wydawnictwa źródłowe
- Filipa Kallimacha i nieznanego poety wiersze na cześć Jana Długosza w 400-letnią jubileuszową rocznicę śmierci tegoż historyka, Kraków 1880 (osobna odbitka z „Rozprawy i Sprawozdania z Posiedzeń Wydziału Filologicznego Akademii Umiejętności. Seria I”, T. 8 (1880), s. 296–313)
- Christophori Varsevicii Opuscula inedita ad illustres viros epistolae, caeteraque documenta vitam ac res gestas ipsius illustriantia ..., Warszawa 1883 (wersja polska: Niewydane pisma, listy do znakomitych ludzi tudzież inne dokumenty Krzysztofa Warszewickiego, odnoszące się do jego życia i działalności ..., Warszawa 1883)
- Jakub Sobieski, Dyaryusz wyprawy wiedeńskiej w 1683 r., Warszawa 1883
- Uchańsciana czyli Zbiór dokumentów, wyjaśniających życie i działalność Jakóba Uchańskiego arcybiskupa gnieznieńskiego, legata urodzonego, Królestwa Polskiego prymasa i pierwszego księcia, t. 1–4, Warszawa 1884–1892
- Biblioteka Zapomnianych Poetów i Prozaików Polskich XVI-XVIII w., t. 1-25, Warszawa 1885-1908
- Calendarium Landense, Lwów 1886 (osobna odbitka z Monumenta Poloniae Historica, T. 5, Lwów 1888, s. 462–468)
- Vincent Laureo, évêque de Mondovi, nonce apostolique en Pologne, 1574-1578, et ses dépêches inédites au cardinal de Côme, ministre-secrétaire d'État du pape Grégoire XIII, éclaircissant la politique du Saint-Siège dans les années susdites relativement à la Pologne, la France, l'Autriche et la Russie, Warszawa 1887
- Jana Ostroroga Pamiętnik ku pożytkowi Rzeczypospolitéj zebrany, Warszawa 1891
- Nieznany fragment „Biblii Królowej Zofii”, Warszawa 1892 (osobna odbitka z „Prace Filologiczne”, T. 4 (1891), s. 293-303)
- Luźne dokumenty do życiorysu Adama Mickiewicza, „Ateneum”, T. 4 (88) (1897), z. 3 (12), s. 521–532
- Materyały do dziejów piśmiennictwa polskiego i bibliografii pisarzów polskich, t. 1–2, Warszawa 1900–1902 (przedruk – Warszawa 1978)
- Komisja Edukacji Narodowej i Jej Szkoły w Koronie 1773-1794, t. 1-9, 23-29, 35-39, Warszawa 1901-1915
- Marticularum Regni Poloniae summaria, excussis codicibus, qui in Chartophylacio Maximo Varsoviensi asservantur, t. 1–5, Warszawa 1905–1919
- Dwa fragmenty Ksiąg Kancelaryjnych Królewskich z 1-ej połowy XV wieku, Warszawa 1907
- Przywileje królewskiego miasta stołecznego Starej Warszawy. 1376–1772, Warszawa 1913 („Wydawnictwa Towarzystwa Naukowego Warszawskiego. Wydział 2 Nauk Antropologicznych, Społecznych, Historii i Filozofii. Komisja Historyczna”); (przedruk – Warszawa 1979)